# Richard Guhr
Richard Guhr, né le 30 septembre 1873 à Schwerin et mort le 27 septembre 1956 à Höckendorf, est un peintre et sculpteur allemand.

## Biographie
Richard Guhr a été formé de 1890 à 1894 aux Kunstgewerbeschulen de Dresde et de Berlin. Il a travaillé à Dresde. Il s'est spécialisé dans l'art décoratif - travaillant pour diverses entreprises - et la peinture décorative. Il a enseigné la peinture figurative et le dessin à Dresde. Il est le créateur de la statue connue sous le nom de Rathausmann.

## Galerie

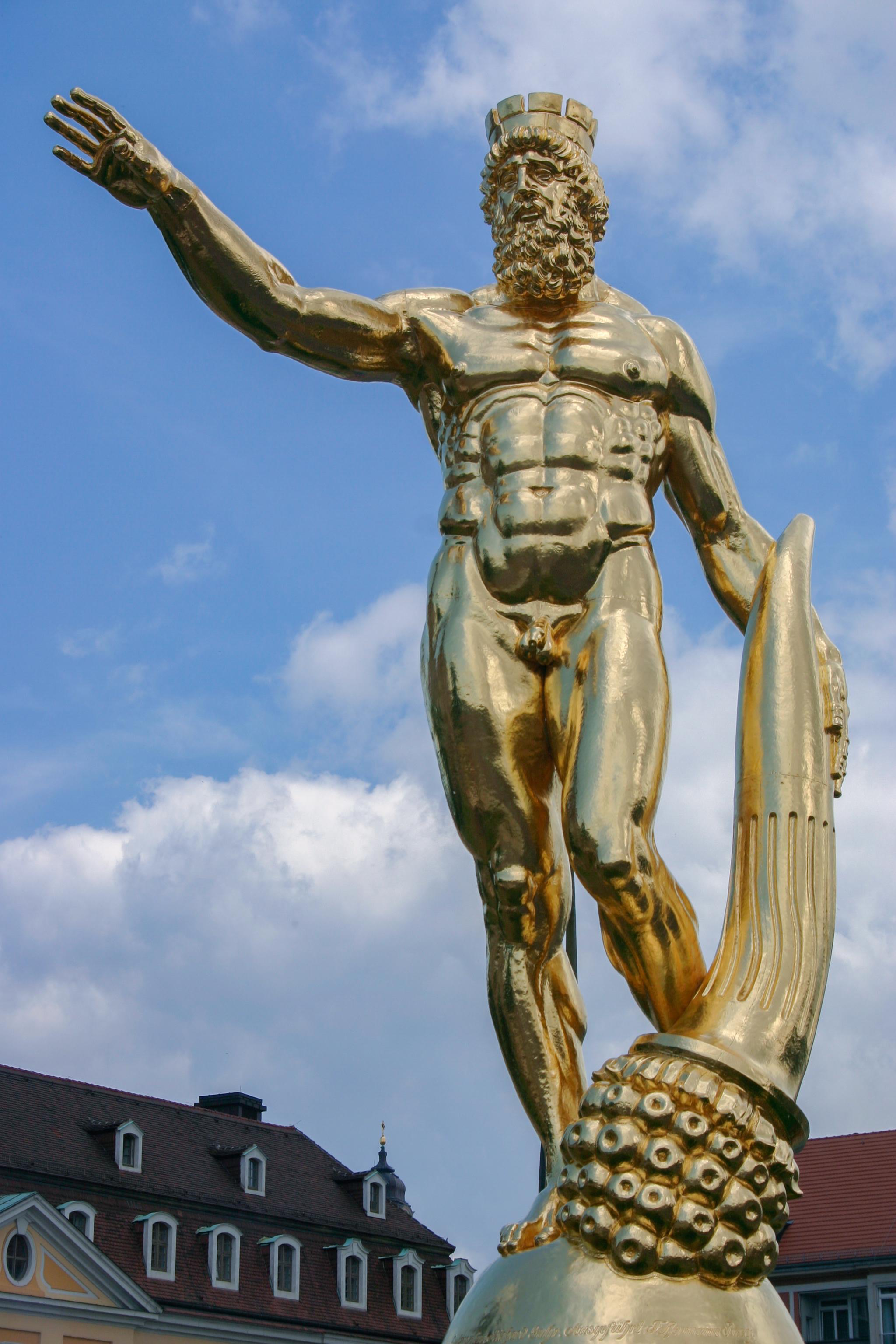
Rathausmann
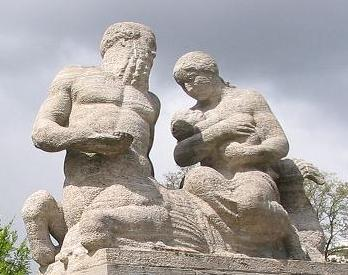
Rudolph-Wilde-Park
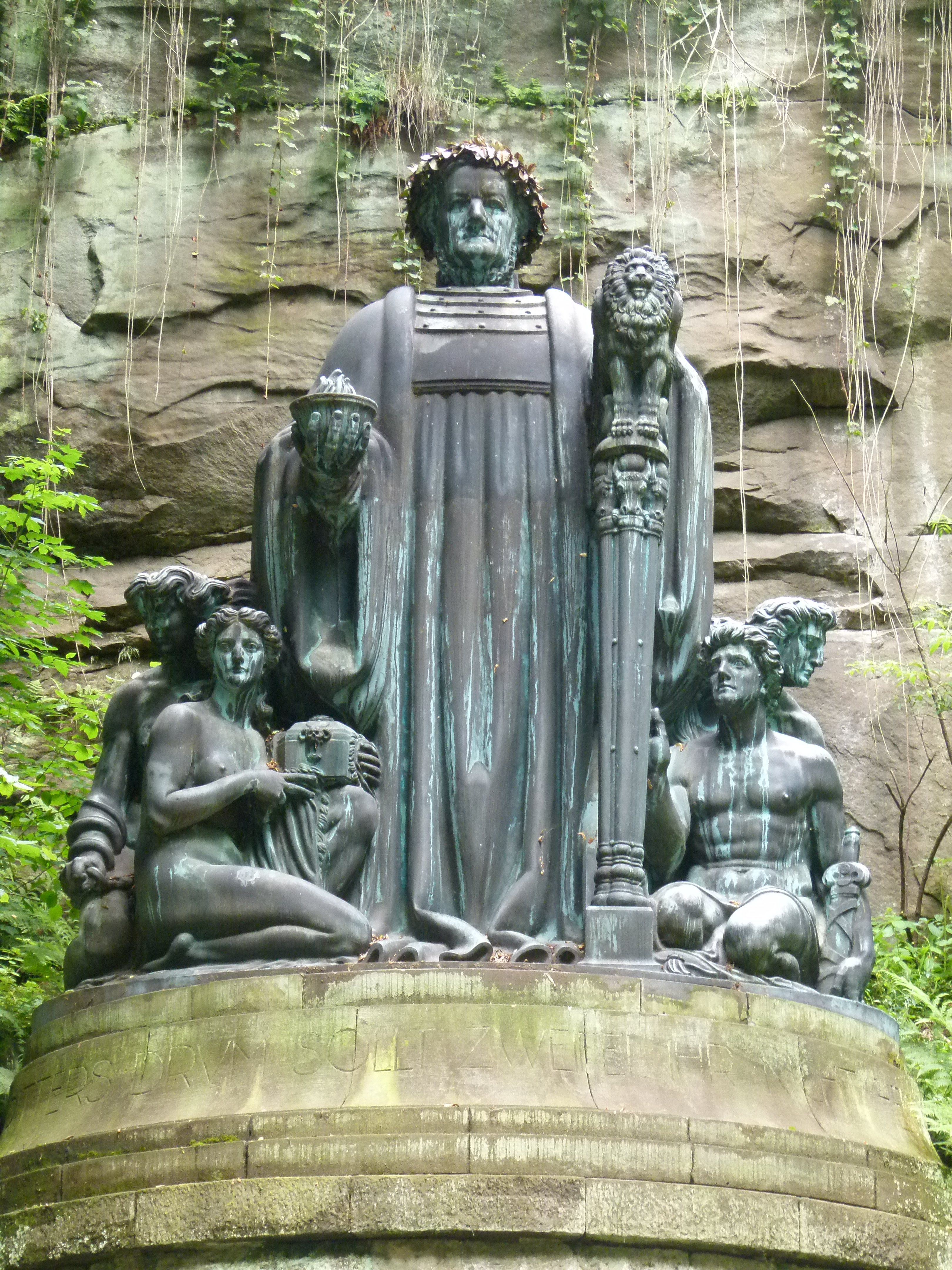
Richard-Wagner-Denkmal